# Lill-Hällsjön, Medelpad
Lill-Hällsjön är en sjö i Sundsvalls kommun i Medelpad och ingår i Ljungans huvudavrinningsområde. Sjön har en area på 0,107 kvadratkilometer och ligger 62,5 meter över havet.

## Delavrinningsområde
Lill-Hällsjön ingår i det delavrinningsområde (691840-155889) som SMHI kallar för Utloppet av Lill-Hällsjön. Medelhöjden är 122 meter över havet och ytan är 1,22 kvadratkilometer. Det finns inga avrinningsområden uppströms utan avrinningsområdet är högsta punkten. Vattendraget som avvattnar avrinningsområdet har biflödesordning 3, vilket innebär att vattnet flödar genom totalt 3 vattendrag innan det når havet efter 40 kilometer. Avrinningsområdet består mestadels av skog (79 procent). Avrinningsområdet har 0,1 kvadratkilometer vattenytor vilket ger det en sjöprocent på 8,4 procent.